# Neel Korteweg

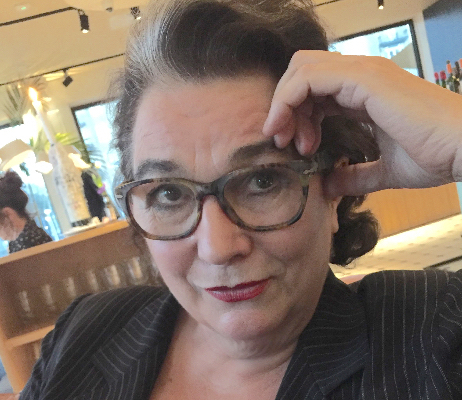
Neel Korteweg in 2019

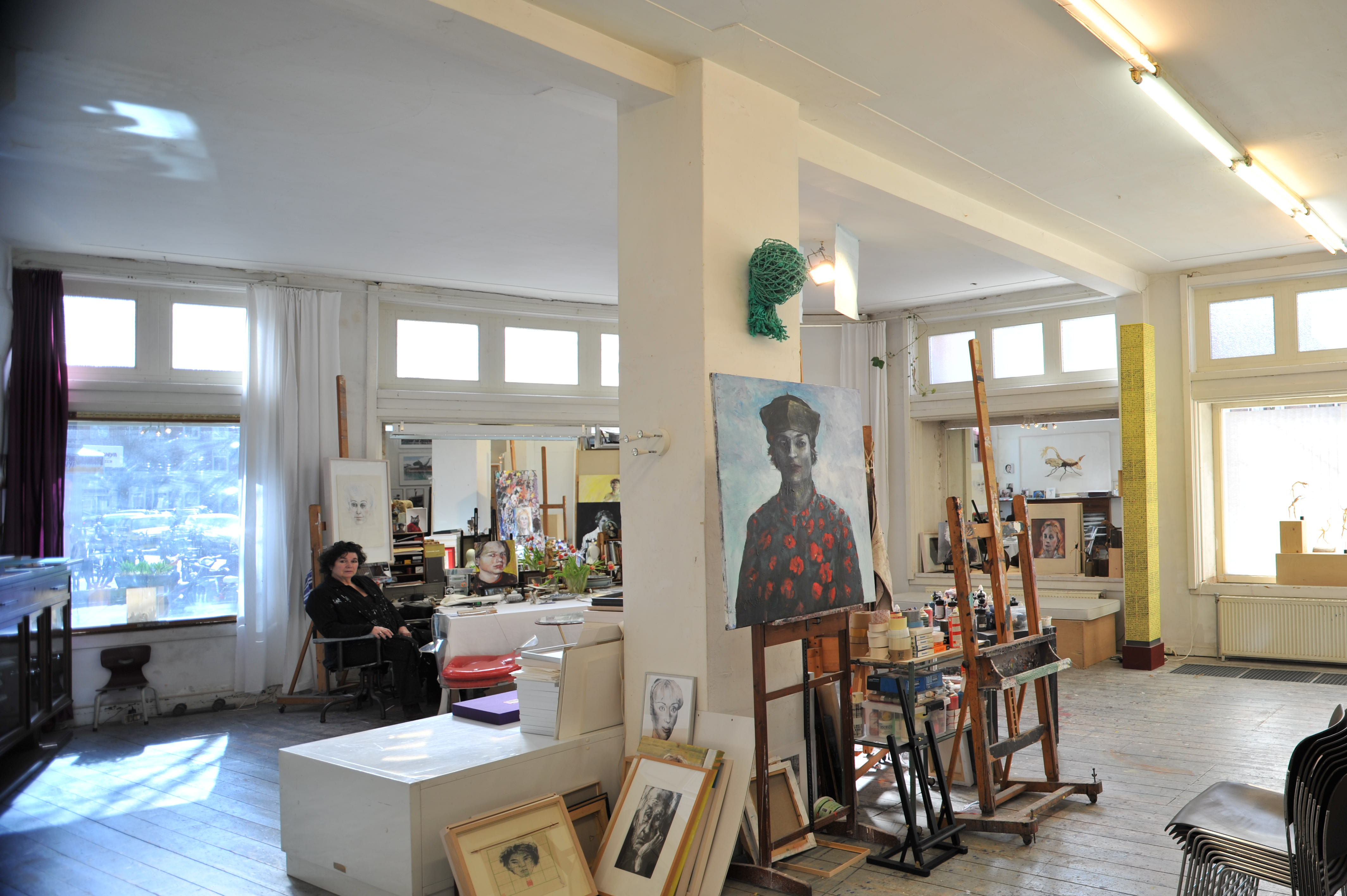
Atelier van Korteweg (2009).

Cornelia Johanna (Neel) Korteweg  (Den Haag, 1944) is een Nederlands kunstenaar. Ze is onder meer actief als kunst- en portretschilder, tekenaar en beeldhouwer.
Korteweg schildert portretten waarin ze probeert de persoonlijkheid van haar onderwerp te doorgronden. 

## Biografie
Korteweg volgde in Amsterdam een opleiding tot beeldhouwer aan de Rijksakademie van beeldende kunsten, en een opleiding tot architect aan de Academie van Bouwkunst.
Korteweg exposeerde in 2006 in de Kunsthal Rotterdam, in 2008 en 2009 in het Stedelijk Museum 's-Hertogenbosch en in 2010 in het Erasmus Huis te Jakarta.
Een solo-expositie van Korteweg vond in 2013 plaats in het Bijbels Museum Amsterdam onder de titel  'Erasmus van Amsterdam'. Daar werd een serie tekeningen en schilderijen geëxposeerd die zij tussen 2006 en 2013 maakte. Over de laatste dagen van Erasmus maakte zij de film Stroom der Zotheid. De film werd opgenomen aan de Rijn in Bazel. In 2016 exposeerde Korteweg in Museum Gouda, in het kader van het Erasmusjaar. Zij beeldt Erasmus onder andere af als kind en als reiziger. Ook schilderde zij een portret Servaas Rogier, jeugdvriend van Erasmus, en van zijn vriend Thomas More.
In 2017 volgde een solo-expositie in het Stadsmuseum van Woerden met als titel Zie ze kijken. Voor deze gelegenheid schilderde zij een portret van de Woerdense schilder Leo Gestel, op basis van twee van diens zelfportretten. Ook exposeert zij daar een portret van Luther als antisemiet.
Korteweg maakte jarenlang kleine portretten van de sprekers bij bijeenkomsten van Castrum Peregrini.
In 2019 nodigt kunstverzamelaar Wouter De Bruycker Neel uit voor een solo tentoonstelling in Antwerpen. Korteweg exposeert drie verschillende thema’s in Wouter De Bruyckers drie galeries: ‘Engelen’, 'Demonen', ‘Zwaartekracht bij Zeewezens’. Bij de laatste categorie schildert zij haar verlangen naar een wereld zonder zwaartekracht en toont de gevolgen daarvan op het menselijk lichaam. Dichter Peter Holvoet-Hanssen draagt gedichten voor op de finissage van de tentoonstelling "Zwaar Licht".  In die periode beeldt Korteweg in haar werk onder meer sirenes, zeemeerminnen en gargouilles af.

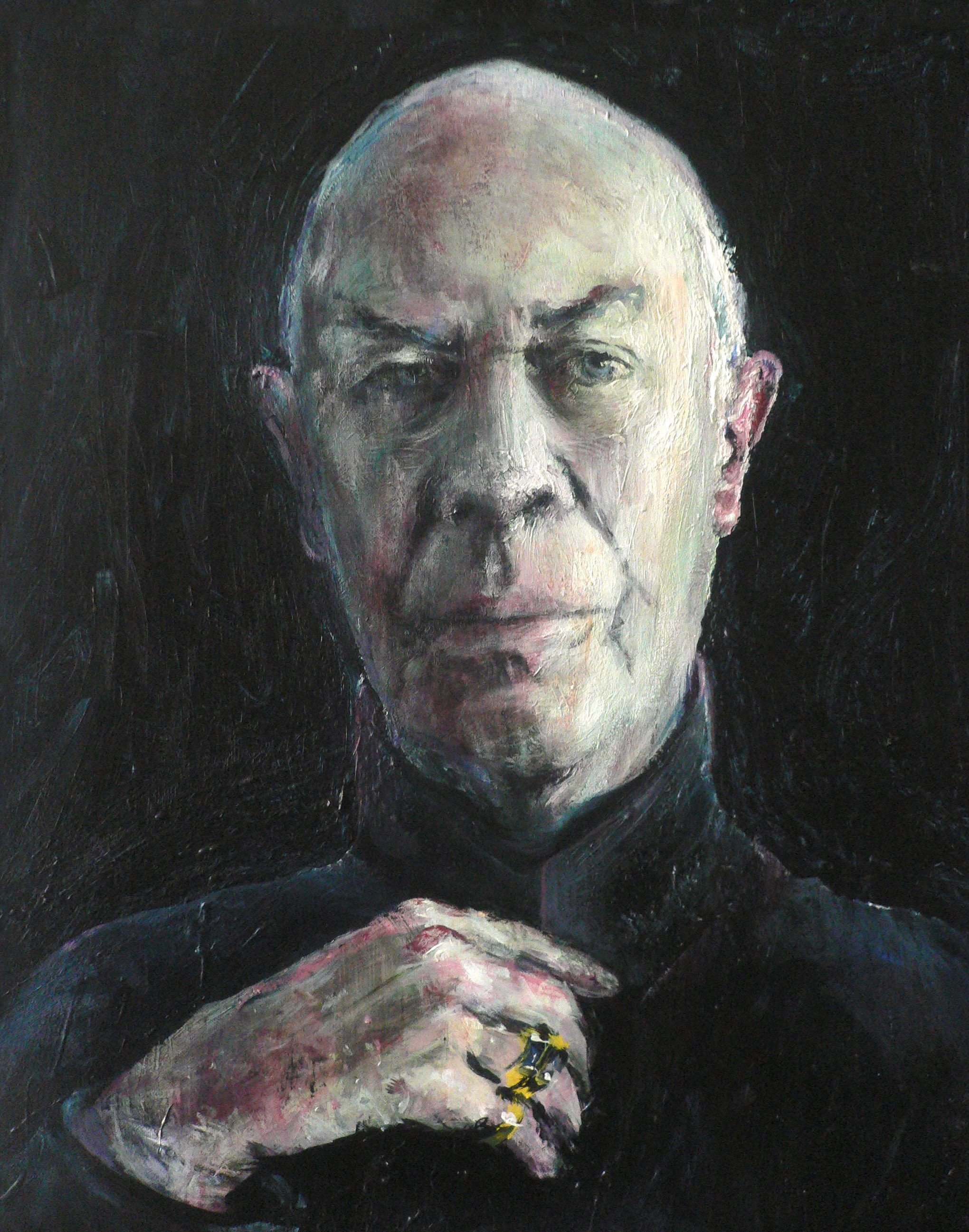
portret van Hans van Manen, 2014, acryl op linnen, 50x70 cm

## Bibliografie

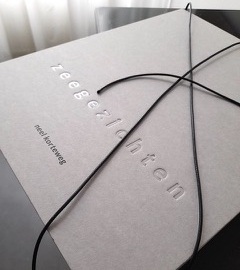
uitgave Zeegezichten 2022

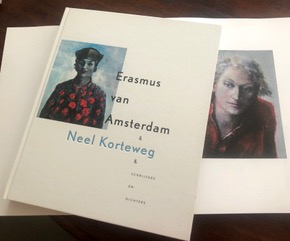
uitgave Erasmus van Amsterdam 2013

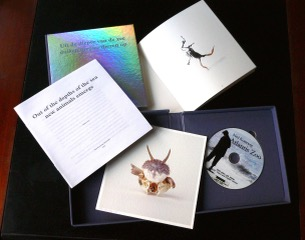
uitgave Uit de diepte van de zee duiken nieuwe dieren op 2006

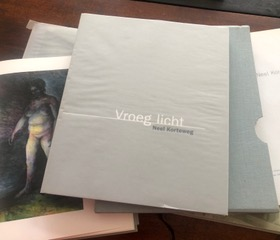
uitgave Vroeg Licht 2001